# ULAS J0034-00
ULAS J0034-00 (= CFBDS J003402-005205) is een bruine dwerg met een spectraalklasse van T8.5. De ster bevindt zich 40,97 lichtjaar van de zon.

## Ontdekking
De ontdekking van deze tot op dan toe koudste en eveneens weer eenzame bruine dwerg, werd op 4 juni 2007 bekendgemaakt door Dr. Steve Warren van het Imperial College in Londen. Van dit exemplaar, genaamd J0034-00] (volledige naam ULAS J003402.77−005206.7), wordt aangenomen dat het een oppervlaktetemperatuur van 600 tot 700 kelvin heeft (maximaal 430 °C/800 °F).
Het is een vondst die eens te meer de grens tussen zware gasplaneten enerzijds en de kleinste bruine dwergen anderzijds op de proef lijkt te stellen, want J0034-00, gevonden in het sterrenbeeld Walvis, mag met zijn massa van slechts 15 tot 30 maal die van de planeet Jupiter en een ongeveer vergelijkbare diameter een relatieve lichtgewicht worden genoemd. Het object werd opgemerkt in een vroeg stadium van de tot nu toe diepste verkenning van het uitspansel in het nabij-infrarood gebied van het spectrum, uitgevoerd met behulp van de United Kingdom Infrared Telescope (UKIRT) op Mauna Kea, Hawaï.
"Natuurkundig gezien zijn sterren, bruine dwergen en gasplaneten allemaal gelijk", aldus Warren bij de bekendmaking van de ontdekking van J0034-00; "het zijn enkel gasbellen met onderling verschillende massa's. Naarmate ons onderzoek voortschrijdt zullen we ongetwijfeld nog kleinere dingen tussen de sterren aantreffen, met een massa gelijk aan die van planeten, en hoe moeten we die dan noemen?" Hij moest het antwoord op die vraag vooralsnog schuldig blijven.
De bruine dwerg J0034-00 werd overigens het eerst waargenomen door Warrens collega Dr. Daniel Mortlock, die liet weten dat "het identificeren van een object als dit een grotere uitdaging vormt dan het trachten te vinden van een speld in een hooiberg."
"In dit geval", aldus Mortlock, "leek het er meer op dat wij een strootje probeerden te vinden dat een tikkeltje roder was dan de rest, in plaats van een fraaie glimmende speld."
Mortlock was eigenlijk op zoek naar veraf gelegen quasars toen hij de bruine dwerg vond. "Een van de interessante objecten die opdook had net niet de juiste kleur om een quasar te kunnen zijn, en dat was J0034-00", aldus Mortlock.
"En daar kwam nog bij", aldus Dr. Warren, "dat hij zich zeker een miljard maal dichter bij de aarde bevond dan de quasars waar we eigenlijk naar op zoek waren, maar tegelijkertijd qua kleur wel praktisch identiek was."
Om temperatuur en waarschijnlijke massa van J0034-00 vast te stellen, werden aanvullende observaties uitgevoerd met de Gemini South telescoop op Cerro Pachón, Chili, en hoewel het bij de bekendmaking van de ontdekking nog te vroeg was om precies te kunnen zeggen hoe ver het object van de aarde verwijderd is, hield het onderzoeksteam het voorlopig op ongeveer 50 lichtjaren.